# نقص الفيتامين
عوز الفيتامين هي حالة نقص طويلة الأمد لفيتامين ما. عندما يكون العوز ناجمًا عن الوارد غير الكافي من الفيتامين يُصنَّف بأنه عوز أولي، بينما يٌصنّف عندما يكون ناجمًا عن اضطراب كامن مثل سوء الامتصاص بأنه عوز ثانوي. قد يكون الاضطراب الكامن استقلابيًا –كأن يكون عيب وراثي بتحويل الحمض الأميني التريبتوفان إلى النياسين– أو خيارات نمط الحياة التي تزيد الحاجة للفيتامينات مثل التدخين أو شرب الكحول. تنصح الإرشادات الحكومية حول عوز الفيتامينات بوارد معين بالنسبة للأصحاء، وبقيم محددة للنساء، والرجال، والأطفال، والمسنين، وخلال الحمل أو الإرضاع. فوّضت العديد من الدول برامج إغناء الأغذية بالفيتامينات للوقاية من حدوث أعواز الفيتامينات شائعة الحدوث.
بالمقابل، يشير فرط الفيتامين إلى أعراض ناجمة عن زيادة الوارد من الفيتامين عن الاحتياجات وخاصة الفيتامينات القابلة للذوبان في الدهون التي يمكن أن تتراكم في أنسجة الجسم.
تقدم تاريخ اكتشاف أعواز الفيتامينات على مدى قرون، ابتداء من مراقبات بأن حالات مرضية معينة مثل البثع (الأسقربوط) يمكن علاجها أو الوقاية منها بتناول أغذية معينة ذات محتوً عالٍ من الفيتامينات الضرورية إلى تحديد جزيئات محددة ووصفها تُعتبَر ضرورية للحياة والصحة. خلال القرن العشرين، حصل العديد من العلماء على جائزة نوبل في الطب أو علم وظائف الأعضاء أو جائزة نوبل في الكيمياء لدورهم في اكتشاف الفيتامينات.

## تعريف العوز
نشرت بعض المناطق إرشادات تعرّف فيها أعواز الفيتامينات، وتنصح بوارد محدد للأصحاء مع توصيات خاصة للنساء، والرجال، والرضع، والمسنين، وخلال الحمل والإرضاع، ومن هذه المناطق: اليابان، والاتحاد الأوروبي، والولايات المتحدة، وكندا. حُدِّثت هذه الوثائق مع نشر الأبحاث. في الولايات المتحدة، حُدِّدت المخصصات الغذائية المُوصَى بها لأول مرة عام 1941 من قبل مجلس الغذاء والتغذية في الأكاديمية الوطنية للعلوم. كانت تطرأ عليها تحديثات دورية، بلغت ذروتها في الكميات الغذائية اليومية المرجعية. نشرت إدارة الغذاء والدواء الأمريكية مجموعة من الجداول التي حُدِّثت عام 2016 تحدد الاحتياجات الوسطية التقديرية والمخصصات الغذائية المُوصَى بها. تكون المخصصات الغذائية المُوصَى بها أعلى لتكفي الأشخاص ذوي الاحتياجات الأعلى من الطبيعي. تمثل معًا جزءًا من الكميات الغذائية اليومية المرجعية. بالنسبة لبعض الفيتامينات، لا توجد معلومات كافية لتحديد الاحتياجات الوسطية التقديرية والمخصصات الغذائية المُوصَى بها. بالنسبة لهذه الفيتامينات، يظهر الوارد الكافي بناء على افتراض أن ما يستهلكه الأصحاء يكون كافيًا. لا توافق الدول دائمًا على كميات الفيتامينات الضرورية للوقاية من حدوث العوز. على سبيل المثال، بالنسبة للفيتامين ث، المخصصات الغذائية المُوصَى بها بالنسبة لامرأة في اليابان، وامرأة في الاتحاد الأوروبي (تُدعَى الكمية الغذائية اليومية المرجعية السكانية)، وامرأة في الولايات المتحدة، هي 100، و95، و75 ميليغرام في اليوم على الترتيب. حددت الهند توصياتها بنحو 40 ميليغرام في اليوم.

## أعواز الفيتامينات المفردة

### الفيتامينات القابلة للذوبان في الماء
| الفيتامين                      | علامات النقص |
| فيتامين بي1 (الثيامين)         | تشمل الأعراض فقدان الوزن، والاضطرابات العاطفية، ونقص الإدراك الحسي، وضعف الأطراف وألم فيها، وفترات من ضربات القلب غير المنتظمة. يشخص النقص من خلال حالة كريات الدم الحمراء والصادر البولي. نقص الثيامين شائع بصورة خاصة في الدول التي لا تطلب إغناء القمح، الذرة، الطحين، والأرز لاستبدال المحتوى الطبيعي من الثيامين الذي يضيع خلال الطحن، التبييض والعمليات الأخرى. يسبب العوز الشديد مرض البيريبيري الذي أصبح سائدًا في آسيا بسبب زيادة اتباع الناس حمية غذائية معتمدة بصورة أساسية على الأرز الأبيض. الاعتلال الدماغي الفيرنيكي ومتلازمة كورساكوف هي أشكال من البيريبيري. يمكن أن يسبب إدمان الكحول أيضا نقص الفيتامين. يمكن أن يكون النقص على المدى الطويل مهددًا للحياة. |
| فيتامين بي2 (الريبوفلافين)     | يسبب النقص لسانًا أحمرًا مؤلمًا مع التهاب حلق، شفتان متشققتان ومتصدعتان، التهابًا في زوايا الفم. قد تحدث حكة في العينين، سيلانًا مائيًا منهما، وتكونان محتقنتان بالدم وحساستان للضوء. يسبب عوز الريبوفلافين أيضًا فقر دم مع كريات دم حمراء ذات حجم طبيعي ومحتوى طبيعي من الهيموجلوبين، لكنها تكون ناقصة العدد. تختلف هذه الحالة عن فقر الدم الناتج عن عوز حمض الفوليك أو فيتامين بي12 الذي يسبب فقر دم أيضًا. يكون شائعًا بصورة خاصة في الدول التي لا تطلب إغناء القمح والذرة والطحين والأرز لاستبدال المحتوى الطبيعي من الريبوفلافين الذي يضيع خلال التصنيع. |
| فيتامين بي3 (النياسين)         | يسبب نقص النياسين البلاغرا، مرض غير عكوس ناجم عن الضياع الغذائي يتميز بأربعة أعراض كلاسيكية: الإسهال، التهاب الجلد، الخرف، والموت. يحدث التهاب الجلد في المناطق من الجلد التي تكون معرضة لأشعة الشمس مثل ظهر اليدين والعنق. يحدث عوز النياسين نتيجة لاتباع حمية غذائية ذات محتوً منخفض من كل من النياسين والحمض الأميني التربتوفان الذي يمثل طليعة الفيتامين. انخفاض تريبتوفان البلازما هو مؤشر غير محدد، مما يعني أنه يمكن أن يكون له أسباب أخرى. تبدأ أعراض وعلامات عوز النياسين بالتلاشي خلال أيام من تناول المكملات الفموية الحاوية على كمية كبيرة من الفيتامين. إدمان الكحول المزمن هو عامل خطر مساهم. |
| فيتامين بي5 (حمض البانتوثينيك) | تتضمن الأعراض الهياج، والإعياء، واللامبالاة. نقص حمض البانتوثينيك نادر الحدوث بشدة. |
| فيتامين بي6 (البيريدوكسين)     | نقص فيتامين بي6 قد يسبب التهاب الشفة الزاوي، التهاب الملتحمة، شذوذات في تخطيط أمواج الدماغ، التهاب الجلد. الأعراض العصبية اكتئاب، نعاس، ارتباك، والاعتلال العصبي (بسبب ضعف تخليق السفينغوزين)، وقد يؤدي إلى فقر الدم صغير الكريات (بسبب ضعف تخليق الهيم)، وارتفاع مستويات الحمض الاميني هوموسيستئين. يعتبر غير شائع، رغم أنه قد يُشاهَد في بعض الحالات المرضية مثل المرحلة النهائية من المرض الكلوي المزمن، داء كرون، التهاب القولون التقرحي. |
| فيتامين بي7 (البيوتين)         | الطفح الجلدي بما في ذلك الطفح الأحمر وغير المكتمل بالقرب من الفم والشعر الضعيف والهش. الخمول، الاكتئاب الخفيف، والتي قد تتطور إلى التعب العميق، وفي نهاية المطاف، إلى النعاس، آلام العضلات المعممة، تشوش الحس. يُعتبَر الإفراز البولي المنخفض من البيوتين والإفراز البولي المرتفع من 3-حمض هيدروكسي سوفاليريك (حمض بيتا-هيدروكسي بيتا-ميثيل بيوتريك) مشعرات أفضل لعوز البيوتين من تركيزه في الدم. غير شائع، رغم أن مستوى البيوتين قد يتناقص لدى الكحوليين وخلال الحمل والإرضاع. |
| الفولات                        | قد تشمل الأعراض الشعور بالتعب، خفقان القلب، ضيق التنفس، الشعور بالإغماء، القروح المفتوحة على اللسان، فقدان الشهية، التغيرات في لون الجلد أو الشعر، التهيج، والتغيرات السلوكية. في البالغين، يمكن أن يكون فقر الدم (فقر الدم كبير الخلايا، ضخم الأرومات) علامة على نقص الفولات المتقدم. نقص الفولات شائع، ويترافق مع حدوث مشاكل صحية عديدة، لكن بصورة أساسية مع عيوب الأنبوب العصبي لدى الرضع عندما يكون تركيزه في البلازما منخفضًا خلال الثلث الأول من الحمل. إغناء الأغذية بالفولات الذي ألزمت به الحكومة قلل حدوث عيوب الأنبوب العصبي بنحو 25 – 50% في أكثر من 60 دولة باستخدام الإغناء. قد ينتج العوز أيضًا عن عوامل وراثية نادرة مثل طفرات مورثة أنزيم ميثيلن تيتراهيدروفولات ريدوكتاز التي تؤثر على استقلاب الفولات. إن عوز الفولات الدماغي حالة مرضية نادرة يكون فيها تركيز الفولات مخفضًا في الدماغ رغم كونه طبيعيًا في الدم. |
| فيتامين بي12 (الكوبالامين)     | فقر الدم، والاضطرابات العصبية والهضمية. قد يؤدي ذلك الى الشعور بالتعب، ضيق التنفس، الشعور بالأغماء، الصداع، قرحة الفم، الشحوب، سرعة ضربات القلب، فقدان الشهية، تساقط الشعر، انخفاض ضغط الدم، انخفاض القدرة على التفكير، ألم مفصلي، الخدر والوخز في أصابع اليدين والقدمين، وطنين الأذن. قد يؤدي تلف الخلايا العصبية إلى الاكتئاب، فقدان الذاكرة، الارتباك، صعوبة المشي، فقد الحس، الهوس، والذهان. قد يؤدي نقص فيتامين بي12 إلى فقر الدم الضخم الأرومات، الضمور المشترك تحت الحاد للنخاع الشوكي، ووجود حمض الميثيل مالونيك في الدم وحالات مرضية أخرى. يزيد استهلاك نظام غذائي نباتي من المخاطر، حيث يوجد فيتامين بي12 فقط في الأطعمة والمشروبات المصنوعة من المنتجات الحيوانية، بما في ذلك البيض ومنتجات الألبان. قد يؤدي أخذ المكملات الحاوية عليه وعلى الفولات إلى إخفاء عوز فيتامين بي12.                                       |
| فيتامين سي                     | يؤدي نقص فيتامين سي إلى الضعف، فقدان الوزن وأوجاع وآلام عامة. يؤثر النضوب طويل الأمد على الأنسجة الضامة، أمراض اللثة الشديدة ونزيف الجلد. حدوث النقص نادر، بالتالي، عدم قيام أي بلد بتدعيم الأطعمة كوسيلة لمنع هذا النقص. تتعلق الأهمية التاريخية لنقص فيتامين سي بحدوثه في الرحلات البحرية الطويلة، عندما لا تحتوي الإمدادات الغذائية للسفن على مصدر جيد للفيتامين. ينتج عن النقص داء الاسقربوط عندما تقل تركيزات البلازما عن 0.2 مجم / ديسيلتر، بينما يتراوح نطاق تركيز البلازما الطبيعي من 0.4 إلى 1.5 مجم / ديسيلتر. |

### الفيتامينات القابلة للذوبان في الدهون
| الفيتامين   | علامات النقص |
| فيتامين أ   | نقص فيتامين أ يمكن أن يسبب العمى الليلي (العمى الليلي) وتلين القرنية، وهذا الأخير يؤدي إلى العمى الدائم إذا لم يتم علاجه. النطاق الطبيعي هو 30 إلى 65 ميكروغرام / ديسيلتر، لكن تركيزات البلازما ضمن النطاق ليست مؤشرًا جيدًا لنقص معلق لأن النطاق الطبيعي يستمر حتى نفاد تخزين الكبد. بعد حدوث ذلك، ينخفض تركيز الريتينول في البلازما إلى أقل من 20 ميكروغرام / ديسيلتر، مما يدل على حالة من عدم كفاية فيتامين أ. إنه السبب الرئيسي لعمى الأطفال الذي يمكن الوقاية منه، حيث يصيب 250,000 إلى 500,000 طفل يعانون من سوء التغذية في العالم النامي كل عام، يموت حوالي النصف في غضون عام من الإصابة بالعمى، لأن نقص فيتامين أ يضعف أيضًا جهاز المناعة.                                                                  |
| فيتامين (د) | في العادة يكون نقص فيتامين (د) بدون أعراض. تؤدي الأسباب عمومًا إلى ضعف كثافة العظام. يتم تشخيصه عادةً عن طريق قياس تركيز 25-هيدروكسي فيتامين (د) (25-هيد) في البلازما، وهو القياس الأكثر دقة لمخزون فيتامين (د) في الجسم. يُعرَّف النقص بأنه أقل من 10 نانوغرام / مل، والقصور في حدود 10-30 نانوغرام / مل. تركيزات مصل 25 (OH) D أعلى من 30 نانوغرام / مل "لا ترتبط باستمرار بزيادة الفائدة". قد تكون تركيزات المصل فوق 50 نانوغرام / مل مدعاة للقلق. نقص فيتامين (د) شائع، فمعظم الأطعمة لا تحتوي على فيتامين (د)، مما يشير إلى حدوث نقص ما لم يتعرض الأشخاص لأشعة الشمس أو تناول الأطعمة المصنعة المدعمة بفيتامين (د) عن قصد. يعد نقص فيتامين (د) سببًا معروفًا للكساح وقد تم ربطه بالعديد من المشكلات الصحية الأخرى. |
| فيتامين إي  | يسبب نقص فيتامين إي ضعف توصيل النبضات الكهربائية على طول الأعصاب بسبب التغيرات في بنية الغشاء العصبي ووظيفته. يُعرِّف المعهد الأمريكي للطب النقص بأنه تركيز أقل من 12 ميكرولتر / لتر في الدم. نادر الحدوث، يحدث نتيجة لاختلالات في امتصاص الدهون الغذائية أو التمثيل الغذائي، بدلًا من قلة المدخول الغذائي. |
| فيتامين ك   | أعراض وعلامات نقص فيتامين ك يمكن أن تشمل الحساسية للكدمات ونزيف اللثة ونزيف الأنف ونزيف الحيض الغزير عند النساء. نادر نتيجة لانخفاض المدخول الغذائي. يمكن أن تكون حالة النقص نتيجة لأمراض سوء امتصاص الدهون. الأطفال حديثي الولادة حالة خاصة. يكون فيتامين ك في البلازما منخفضًا عند الولادة، حتى لو تم تناول مكملات الأم أثناء الحمل، لأن الفيتامين لا ينتقل عبر المشيمة. إذا لم يتم علاجه، يمكن أن تتسبب العواقب في تلف الدماغ أو الوفاة. تم الإبلاغ عن انتشار عدم كفاية فيتامين ك في 0.25 إلى 1.7 ٪، مع وجود مخاطر أعلى في السكان الآسيويين. |